# Благовещенский район (Кировоградская область)
Благовещенский райо́н (укр. Благовіщенський район), в 1923—1924 — Даниловский/Даниловобалковский, в 1924—1949 — Грушковский, в 1949—2016 — Ульяновский) — упразднённая административная единица Кировоградской области Украины. Административный центр — город Благовещенское.

## История
Образован в 1923 году на территории бывших Великотроянской, Даниловской и Юзефпольской волостей Первомайского уезда и вошёл в состав Первомайского округа Одесской губернии. Центром района стало село Данилова Балка. В 1924 году центр района был перенесён в село Грушка, а район был переименован в Грушковский. В июне 1930 года Первомайский округ был расформирован и район вошёл в состав Уманского округа, однако уже в сентябре того же года все округа в Украинской ССР были ликвидированы и Грушковский район перешёл в прямое подчинение руководству республики. В 1931 году к району была присоединена территория упразднённого Хащеватского района. В 1932 году район вошёл в состав новообразованной Одесской области. В 1935 году из состава Грушковского района был выделен Гайворонский район.
В 1949 году центр района был перенесён в посёлок Ульяновка, а район был переименован в Ульяновский. В 1954 году Ульяновский район был передан из Одесской области в Кировоградскую. В ходе административной реформы в Украинской ССР, в 1962 году территория района была укрупнена за счет присоединения частей Гайворонского и Голованевского районов, однако уже в 1965—1966 годах реформа была свёрнута и большая часть присоединённой к району территории была возвращена в прежние границы.
В 2016 году, в ходе декоммунизации в Украине, районный центр был переименован в Благовещенское, а район — в Благовещенский. 17 июля 2020 года в результате административно-территориальной реформы район вошёл в состав Голованевского района, на его территории была сформирована Благовещенская городская община.

## Состав района
На момент упразднения в состав района входили следующие населённые пункты:
- Благовещенский городской совет:
  - Благовещенское
- Богдановский сельский совет:
  - Богданово
  - Маньковское
- Великотрояновский сельский совет:
  - Великие Трояны
- Грушковский сельский совет:
  - Грушка
  - Станиславово
- Данилово-Балковский сельский совет:
  - Данилова Балка
  - Шевченко
- Йосиповский сельский совет:
  - Йосиповка
- Каменнобродский сельский совет:
  - Каменный Брод
  - Петровка
  - Христофорово
- Каменнокриничанский сельский совет:
  - Каменная Криница
- Лозоватский сельский совет:
  - Дельфиново
  - Змеево
  - Лозоватая
- Луполовский сельский совет:
  - Кошаро-Александровка
  - Луполово
- Мечиславский сельский совет:
  - Мечиславка
- Новоселицкий сельский совет:
  - Новоселица
- Ольховский сельский совет:
  - Ольховое
  - Сергеевка
- Разношенский сельский совет:
  - Разношенское
- Сабатиновский сельский совет:
  - Сабатиновка
- Синицевский сельский совет:
  - Синицевка
- Синьковский сельский совет:
  - Синьки
- Шамраевский сельский совет:
  - Шамраево